# Route nationale 212
Die Route nationale 212, kurz N 212 oder RN 212, war eine französische Nationalstraße.
Die Straße wurde 1912 in drei Abschnitten festgelegt. Mit schon vorhandenen Nationalstraßenabschnitten bildete sie die erste Version der „Route des Alpes“, die von Évian-les-Bains am Genfersee bis Nizza am Mittelmeer führte. Die Gesamtlänge der Abschnitte betrug 154 Kilometer.
1920 wurde eine zweite Variante der „Route des Alpes“ festgelegt, in deren Zusammenhang die N 212 komplett von der Nationalstraße 202 übernommen wurde. 1931 wurde die „Route des Alpes“ auf eine östlich von Albertville liegende Route verlegt (bis heute nicht durchgängig fertiggestellt), sodass die Nummer N 212 für den Streckenabschnitt der N 202, der damit frei wurde, verwendet wurde. Dieser Abschnitt zwischen Sallanches und Albertville war 45 Kilometer lang und  wurde 2006 abgestuft.